# Jochen Leschke
Jochen Leschke (* 1. März 1919 in Dresden; † 17. Februar 1971 in München) war ein deutscher Rundfunkjournalist und Rundfunkregisseur.

## Leben
1939 wurde Jochen Leschke zur Wehrmacht eingezogen und nahm am Frankreich- und Russlandfeldzug teil. Im Frühjahr 1944 flüchtete er zur US-Armee. Über die USA kam er im Juni 1944 in englische Kriegsgefangenschaft nach Ascot in das Lager No. 7. Dort bekam er eine journalistische Rundfunkausbildung bei der BBC, damals geleitet von Waldemar von Knoeringen. Im September 1945 wurde er erster Leiter des NDR-Frauenfunks nach dem Krieg. Im Frühjahr 1946 wechselte er zu Radio Frankfurt und wurde Leiter des Jugendfunks und gründete das Schulfunkprogramm.
Er war ein Förderer der politisch-gesellschaftlichen Jugendbildungsarbeit durch Behandlung aktueller und kontroverser Themen in Sendungen für jugendliche Hörer.
Ab 1957 war Leschke freier Journalist in München. Es folgten Mitarbeiten an mehreren Rundfunkanstalten u. a. beim BR und beim SWR. Von 1960 bis 1964 war er leitender Chefkorrespondent der deutschen Abteilung der BBC.
Ab 1964 übernahm er bei der Lufthansa Köln die Public-Relation-Abteilung bis 1969.
Die letzten Jahre bis zu seinem Tod fertigte er Reisereportagen im Auftrag verschiedener Rundfunkanstalten an.

### Privates
Jochen Leschke war ab 1948 verheiratet, die Ehe wurde 1955 geschieden. Von 1956 bis zu seinem Tod war er mit der Schauspielerin Irene Naef verheiratet.
Er hatte einen Sohn aus erster Ehe und eine Tochter (Eugenia Naef) aus zweiter Ehe.